# Arp 272
Arp 272는 허큘리스자리 방향으로 약 4억 5,000만 광년 떨어진 상호작용은하이다.
Arp 272의 구성원은, 사진에서 보이는 것처럼, 직접 충돌하고 있는 나선 은하 NGC 6050와 IC 1179과, 상호 작용하는 또 다른 은하  LEDA 4019986(사진 위)으로 이루어져 있다. 따라서 이 은하는 3중 은하인 것 이다. 전체적으로, 이 은하는 허큘리스자리 은하단에서 재일 밝은 구성원 이기도 하다.